# Servette Football Club 1890
Pour les articles homonymes, voir Servette (homonymie).
Maillots
Actualités
| \| Genève \| Localisation de la ville de Genève |
| Genève                                          |

Le Servette Football Club, couramment abrégé en Servette FC, Servette ou SFC, est un club de football suisse basé à Genève, fondé en mars 1890 avec pour première activité sportive le rugby, et nommé d'après le quartier genevois du même nom. La section football est quant à elle créée le 17 janvier 1900. En étant sacré 17 fois champion de Suisse, le Servette FC est le troisième club le plus titré du championnat de Suisse avec le BSC Young-Boys, derrière le FC Bâle (21 titres) et le Grasshopper Club Zurich (27 titres) ; le club termine également 17 fois vice-champion. Il remporte 8 coupes de Suisse en 20 finales disputées.
Durant son histoire, le Servette FC remporte au moins un titre durant chaque décennie du XXe siècle, ainsi que la coupe de Suisse 2001, sous la houlette de Lucien Favre. Le club, qui vit des heures sombres au début du XXIe siècle, connaît une relégation sur tapis vert (faillite lors de la saison 2003/2004) et une relégation sportive (saison 2012/2013) après avoir été promu dans l'élite auparavant (saison 2010/2011).
À partir de 2015 et de la reprise du club par la Fondation 1890, une émanation de la Fondation Hans Wilsdorf, une partie du sport genevois d'élite est mutualisé et plusieurs clubs évoluent sous l'appellation du Servette: le Servette Football Club masculin, le Servette Football Club Chênois féminin, le Genève-Servette Hockey Club, le Servette Rugby Club et le Servette Geneva eSports. La fondation poursuit un but éthique, notamment l'intégration des jeunes personnes par le sport.
Champion de 2e division en 2019 (Challenge League), le Servette remonte en Super League, la première division helvète, sous la houlette d'Alain Geiger, un ancien joueur titré du Servette FC et international Suisse (112 sélections). L’équipe se qualifie pour les compétitions européennes dès sa première saison en Super League.
Lors de la saison 2023-2024 avec comme entraîneur René Weiler, Servette vit la saison de la renaissance. Une 3ème place en championnat après avoir concurrencé YB à la première place, une épopée européenne qui se termine en huitièmes de finale de la Conférence League et surtout, un titre en coupe de Suisse après 23 ans sans trophée majeur.

## Histoire

### Origines

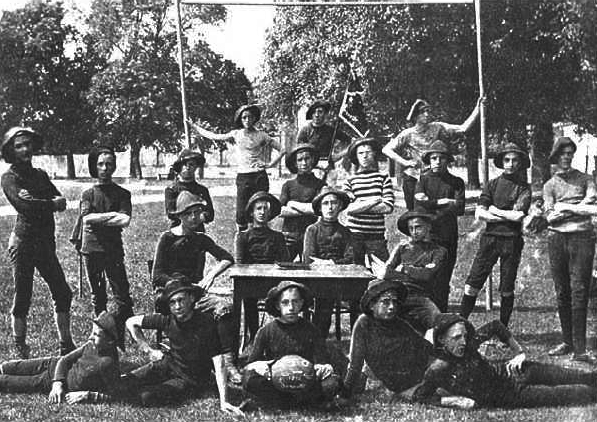
Le Servette FC en 1892.

Le Football-club de la Servette est fondé le 20 mars 1890. Il ne pratiquait alors que le rugby, sur un terrain sommaire : le Pré Wendt. Il déménagea ensuite sur le terrain de la Prairie, puis sur la Plaine de Plainpalais, et enfin au Parc des sports, lieu où sera construit un peu plus tard le stade des Charmilles. Au cours de cette même période, une autre discipline, le football association, prend de l'essor sur le territoire helvétique. Le 7 avril 1895, neuf clubs s'associent pour fonder l'Association suisse de football (ASF). Deux ans plus tard, le premier championnat suisse de football association est créé sous l'impulsion du docteur Aimé Schwob, propriétaire et rédacteur en chef du journal La Suisse sportive - un hebdomadaire qui assume alors la majeure partie du financement de cette compétition.

### Changement d'appellation
En décembre 1899, François Dégerine, qui a la particularité de jouer aussi bien au rugby (il est le capitaine de la Servette) qu'au football, décide de créer une compétition locale destinée aux passionnés du ballon rond: "La coupe du dimanche". Il fonde également à cette occasion une équipe, le "Sunday Team", qui constituera, quelques semaines plus tard, la base structurelle du futur Servette FC.
En janvier 1900, François Dégerine, qui est aussi secrétaire de rédaction pour La Suisse sportive, fait appel à Aimé Schwob pour prendre les rênes du club de la Servette et permettre ainsi la création d'une section de football association. Aimé Schwob possède en effet une grande expérience dans le domaine associatif, ce qui peut s'avérer être un atout majeur (Aimé Schwob a déjà fondé à cette époque l'Union vélocipédique genevoise, l'Union cycliste suisse, et le TCS (Touring Club Suisse)).

### La naissance du Servette FC

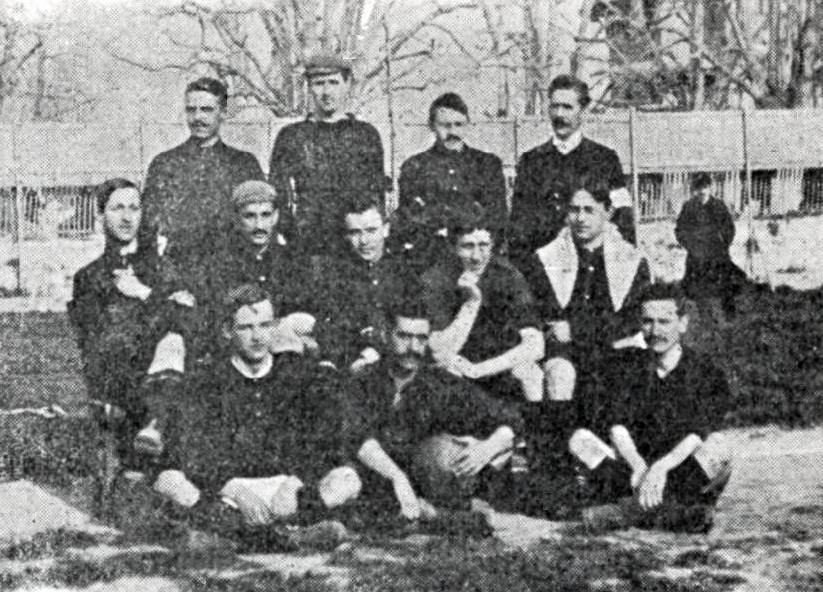
Le Servette de Genève en mars 1904.

Le 17 janvier 1900, Aimé Schwob est élu président du club lors de l'assemblée générale. Sa première décision est l'élection par l'assemblée d'un nouveau comité dirigeant, et l'adoption des règles anglaises du football association. Ce jour-là, le club change de nom, et se fait désormais connaître sous un nouveau vocable: Le Servette Football Club.

### Les années Marcel Righi (1957-1969)
Marcel Righi, un entrepreneur genevois investissant plusieurs millions de francs suisses dans le club, conduit le Servette FC vers les sommets. Avec l’entraîneur Jean Snella et trois joueurs hongrois (Pazmandy, Nemeth et Makay), le club remporte deux titres de champion consécutifs, en 1961 et en 1962. Les performances dans les Coupes européennes forcent l’admiration, avec notamment un quart de finale de la Coupe d'Europe des vainqueurs de coupe 1966-1967 face aux Bulgares du PFK Slavia Sofia. Righi est à son départ en 1969 nommé président d'honneur du Servette FC et membre d'honneur de l'Association suisse de football (ASF).

### La brillante saison 1978-1979

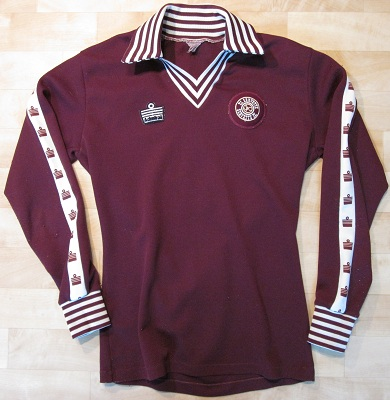
Maillot du Servette entre 1976 et 1979

En 1976, Péter Pàzmandy est le nouvel entraîneur succédant à Jürgen Sundermann. Ancien joueur du Servette dans les années soixante avec le joueur le plus capé du club Jacques Fatton. La saison 1978-1979 sera l'une des plus grandes saisons du Servette avec les 4 coupes à son actif: la coupe de Suisse, en battant les Hoppers 2-2 par Franz Peterhans et Umberto Barberis puis 1-0 par Jean-Christophe Thouvenel, le championnat Suisse avec 22 victoires, 6 matches nuls et 4 défaites, la coupe des Alpes en battant le Lausanne-Sport 4-0 et la coupe de la Ligue en battant le FC Bâle aux tirs au but. Mais aussi en Coupe des coupes en battant le PAOK au 1er tour (0-2) et (4-0) et l'AS Nancy de Michel Platini en Huitièmes de finale (2-1) et (2-2)avant de se faire sortir en Quart de finale par le Fortuna Düsseldorf (0-0) et (1-1).

### Derniers titres de champion

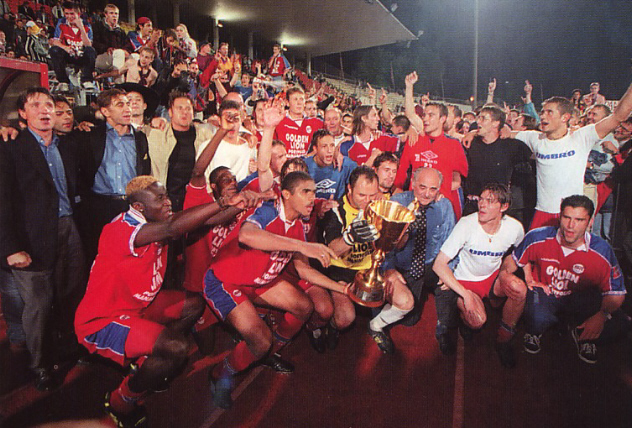
Le dernier titre du Servette, remporté 5-2 à la Pontaise le 2 juin 1999

En 1994, le SFC remporte le championnat après un énorme suspense lors de la dernière journée. En effet, 4ème avec 6 points de retard sur le leader à la fin du tour préliminaire, les Genevois feront une seul défaite sur le tour final alors que leurs concurrents directs, GC et Sion, font tout les deux des faux pas ce qui permet aux Servettiens d'être champion après une victoire 4-1 à Berne. 
Emmené par Gérard Castella, les Grenats remportent leur 17ème titre de champion. Menés 1-0 dès la 9ème minutes, Servette retourne le match par 3 buts de Edwin Vurens et 2 de Martin Petrov pour finalement s'imposer 5-2. Ce 2 juin 1999 sera la date du dernier titre de Servette et surtout d'un club romand.

### Début du XXIe siècle
En 2001, avec comme entraîneur Lucien Favre, Servette remporte sa 7e coupes de Suisse, synonyme de qualification en Ligue Europa où ils élimineront le Real Saragosse (0-0) puis (1-0) et Herta Berlin (0-0) et (0-3) avant de se faire sortir en huitièmes de finale par Valence (3-0) et (2-2).

### La fin des Charmilles et déménagement à la Praille (2002-2003)
Le 8 décembre 2002, le stade des Charmilles, jugé vétuste, vit son dernier match devant moins de 9 000 personnes, où Servette fera match nul (4-4) face au Berner Sport Club Young Boys. L'équipe déménage au stade de Genève situé à La Praille. Le premier match se déroule devant 30 000 personnes.

### Années noires (2005-2011)
En 2005, le club est racheté par Marc Roger qui fait venir Pelé [réf. nécessaire] au stade de Genève mais aussi des joueurs comme Christian Karembeu. Les dépenses du club sont cependant trop importantes et Servette est déclaré en faillite. L'équipe joue la saison 2005-2006 en 1re ligue, alors la 3e division.

### Post Tenebras Lux (2011-2012)
Après avoir été racheté par Francisco Vinas, ce dernier décide de démissionner. Le club est finalement racheté par Majid Pishyar. Les grenats terminent la saison 2009-2010 à la 4e place de Challenge League. Lors de la saison 2010-2011, le Servette FC termine deuxième de Challenge League et se qualifie pour les barrages permettant d'accéder à la Super League. Opposé à l'AC Bellinzone, Servette est promu en Super League après sa victoire 3-1 au match retour (0-1 au match aller). En 2011-2012, Servette joue pour la première fois en première division depuis la saison 2004-2005. Le 1er mars 2012, à la suite de nombreux retards de paiement, Majid Pishyar cède à la dernière minute ses actions depuis New York, pour 1 franc symbolique, à Hugh Quennec, le président du Genève-Servette Hockey Club. Les Genevois battent des adversaires favoris au titre comme Young Boys 2-1 et Bâle sur le même score. Le SFC termine sa saison à un 4e place, synonyme de qualification en Europa League.

### Saisons compliquées et faillite totale (2013-2015)
Le Servette FC termine la saison 2012-2013 dernier de Super League et est relégué en Challenge League malgré une bonne fin de saison. En 2015, malgré une 2e place au classement, le club dépose le bilan et est rétrogradé en Promotion League.

### Retour en Super League puis en coupe d'Europe (2019-2022)
En 2018, l'ancien joueur du club Alain Geiger est nommé entraîneur. Le 10 mai 2019, devant plus de 20 000 personnes au stade de Genève, Servette remonte en Super League après 6 ans d'attente en battant le Lausanne-Sport 3 à 1.
Pour le président, Didier Fischer, « Servette doit redevenir un grand club et briller ».
Le 21 juillet 2019, le Servette FC commence son championnat par un déplacement à Berne chez les tenants du titre, les Young Boys. Cette première rencontre se solde par un match nul (1-1) satisfaisant. Le premier match à domicile se dispute six jours plus tard contre le grand rival valaisan du FC Sion, entraîné par Stéphane Henchoz. 11 200 personnes viennent assister au retour des Servettiens dans l'élite. Malgré un match animé (notamment deux poteaux servettiens), Genevois et Sédunois se séparent sur un 0-0. La première victoire de la saison arrive finalement après le troisième match des Servettiens, le 4 août, à domicile contre le FC Lucerne, sur le score de 1-0. Cette victoire permet au Servette FC de monter à la troisième place du classement. La première défaite de la saison arrive le 10 août contre le FC Bâle (3-1). Le 31 août, se dispute le deuxième derby entre clubs romands avec la venue de Neuchâtel Xamax FCS à Genève. Les 10 000 spectateurs présents assistent à une première mi-temps catastrophique des Servettiens qui sont menés de deux longueurs à la pause. Il faut attendre la deuxième mi-temps pour voir les Genevois se réveiller et réduire la marque puis égaliser. Les deux équipes se quittent finalement sur un match nul 2-2. Le 3 novembre, Servette bat les BSC Young Boys, au Stade de Genève, sur le score de 3-0 puis c'est au tour du FC Bâle de s'incliner à la Praille 2-0 pour la plus grande joie des 10 500 spectateurs présents au stade. Après 18 rencontres, soit la mi-saison, Servette se retrouve cinquième avec 27 points. Le 18 décembre, le club annonce que Pascal Besnard deviendra le président du club à la place de Didier Fischer, qui souhaite se consacrer à la Fondation 1890. Servette termine le championnat à la quatrième place, ce qui lui permet de disputer à nouveau la Coupe d'Europe la saison suivante.
Le 27 juillet 2019, Servette fête son 100ème matches de coupe d'Europe contre Ruzomberok FK, où ils s'imposent 3-0,. Les Grenat seront éliminés au tour prochain par le Stade de Reims sur le score de 0-1. En championnat, lors de la saison 2020-2021, les Genevois terminent à la 3ème place ce qui leur permet de disputer la première édition des tours qualificatifs pour l'Europa League Conférence.
Le 29 juillet 2021, Servette se déplace en Norvège où ils vont affronter le Molde FK pour une victoire des Norvégiens 3-0. Au match retour, le SFC s'impose 2-0 avec des buts de Moussa Diallo et Grejhon Kyei. Les genevois sont donc éliminés de toutes compétitions européenne. En Super League, à la fin de la saison 2021-2022, les Servettiens pointent à la 6ème place pour 12 victoires, 6 matches nuls et 16 défaites.

### 2ème place et retour en Ligue des Champions (Depuis 2022)
Le 17 juillet 2022, Servette commence sa saison par une victoire 1-0 contre le FC Saint-Gall sur un but du milieu de terrain de Ronny Rodelin. En février 2023, Kevin Mbabu, formé au club, est prêté par Fuhlam jusqu'à la fin de la saison. Le 12 mars 2023, Servette s'incline 1-0 face au FC Lucerne mais les Genevois perdent finalement par forfait après avoir aligné un joueur qui n'était pas sur la feuille de match. En avril, les Grenat gagnent 2-1 contre Young-Boys juste avant la rencontre Servette-FC Lugano pour les demi-finales de la coupe de Suisse.  
Après une deuxième place en championnat et avec René Weiler comme entraîneur, les Grenat accèdent aux qualifications de la ligue des champions. Après une victoire contre Genk et une élimination des Rangers, Servette est reversé en Europa League où ils finiront 3ème de leur poule et sont reversés en Europa Conférence League où ils iront jusqu'en huitièmes de finaleaprès avoir été éliminés par le Viktoria Plzen 3-1 aux tirs au but (0-0 après 120')
Le 2 juin 2024, Servette remporte pour la huitième fois la coupe de Suisse au Wankdorf de Berne. Les Servettiens battent Lugano 9-8 aux tirs au but (0-0 à la fin du temps réglementaire) pour offrir au club son premier titre depuis 23 ans

## Emblèmes de l'équipe
Le Servette FC est surnommé « les Grenats » en référence à la couleur emblématique du club. Son logo a évolué au fil des décennies, mais conserve la lettre « S » stylisée, symbole d’identité forte du club.
| Maillot du Servette FC, années 1970 |
| Maillot du Servette FC, années 1970 |

| Maillot Servette FC                                      |
| Maillot du Servette FC (Adidas) au début des années 1980 |

| maillot du Servette, 1992-1994                          |
| Maillot du Servette FC, première moitié des années 1990 |

| Maillot Servette FC                         |
| Maillot du Servette FC, fin des années 1990 |

### Blason
|                              |
| Premier logo du Servette FC. |

|                                   |
| Logo du Servette FC, années 1970. |

|              |
| Logo actuel. |

## Bilan sportif

### Palmarès
| Compétitions nationales | Compétitions internationales |
| - Ligue nationale A / Super League - Champion (17) : 1907, 1918, 1922, 1925, 1926, 1930, 1933, 1934, 1940, 1946, 1950, 1961, 1962, 1979, 1985, 1994 et 1999 - Vice-champion : 1906, 1910, 1915, 1919, 1920, 1935, 1944, 1966, 1976, 1977, 1978, 1982, 1983, 1984, 1988, 1998, 2023, 2025 - Ligue nationale B / Challenge League - Champion : 2019 - Vice-champion : 2011 - 1re ligue / Promotion League - Champion (2) : 2006, 2016 - Coupe de Suisse - Vainqueur (8) : 1928, 1949, 1971, 1978, 1979, 1984, 2001 et 2024 - Finaliste : 1934, 1936, 1938, 1941, 1959, 1965, 1966, 1976, 1983, 1986, 1987 et 1996 - Coupe de la Ligue - Vainqueur (3) : 1977, 1979 et 1980 | - Coupe d'Europe des clubs champions / Ligue des champions - Meilleure performance : huitième de finaliste en 1962, 1980 et 1986. - Coupe UEFA / Ligue Europa - Meilleure performance : huitième de finaliste en 1983 et 2002 - Ligue Europa Conférence - Meilleure performance: huitième de finaliste en 2024 - Coupe horlogère - Vainqueur (2) : 1984 et 2002 Anciennes compétitions - Coupe d'Europe des vainqueurs de coupe - Meilleure performance : quart de finaliste en 1967 et 1979 - Coupe des villes de foires - Meilleure performance : huitième de finaliste en 1966 - International football cup - Meilleure performance : quart de finaliste en 1963 - Coupe des Alpes - Vainqueur (4) : 1973, 1975, 1976 et 1978 |

### Bilan en championnat
Le Servette FC est admis en championnat de Suisse dès la saison 1900-1901, soit quatre années après la création du championnat, ce qui en fait l'un des huit clubs ayant participé à au moins un championnat au XIXe siècle encore en activité aujourd'hui. Depuis lors, il a disputé toutes les saisons dans des divisions nationales, ne descendant jamais sous la troisième division, pour un total de 118 saisons. Pendant toutes ces années, le Servette joue 105 années d'affilée dans la plus haute division, et 106 à l'issue de la saison 2011-2012, présentant ainsi la particularité d'être le seul club à avoir évolué autant d'années consécutivement au sein de l'élite du football suisse.
| I   | Série A/LNA/Super League (1900-2023)   | 110 | 17 |  |  |
| II  | Challenge League (2006-2019)           | 8   | 1  |  |  |
| III | 1re Ligue/Promotion League (2005-2016) | 2   | 2  |  |  |
|     |                                        |     |    |  |  |
|     | TOTAUX                                 | 120 | 20 |  |  |

### Bilan européen

#### Bilan
| Compétition                | P  | M   | V  | N  | D  | BP  | BC  | Diff. |
| -------------------------- | -- | --- | -- | -- | -- | --- | --- | ----- |
| Ligue des champions (C1)   | 9  | 27  | 7  | 11 | 11 | 39  | 48  | -9    |
| Coupe des coupes (C2)      | 6  | 24  | 11 | 4  | 9  | 36  | 25  | +11   |
| Ligue Europa (C3)          | 16 | 56  | 20 | 14 | 22 | 69  | 68  | +1    |
| Ligue Conférence (C4)      | 3  | 8   | 3  | 3  | 2  | 5   | 6   | -1    |
| Coupe des villes de foires | 4  | 10  | 1  | 3  | 6  | 13  | 29  | -16   |
| Total                      | 38 | 125 | 42 | 33 | 50 | 162 | 176 | -14   |

#### Résultats
Légende
- Victoire ou qualification pour le tour suivant
- Match nul
- Défaite ou élimination de la compétition

Note : dans les résultats ci-dessous, le score du club est toujours donné en premier.
| Saison    | Compétition                | Tour                | Club                   | Domicile | Extérieur | Total             |
| --------- | -------------------------- | ------------------- | ---------------------- | -------- | --------- | ----------------- |
| 1955-1956 | Coupe des clubs champions  | Huitièmes de finale | Real Madrid            | 0 - 2    | 0 - 5     | 0 - 7             |
| 1961-1962 | Coupe des clubs champions  | Tour préliminaire   | Hibernians FC          | 5 - 0    | 2 - 1     | 7 - 1             |
| 1961-1962 | Coupe des clubs champions  | Huitièmes de finale | Dukla Prague           | 4 - 3    | 0 - 2     | 4 - 5             |
| 1962-1963 | Coupe des clubs champions  | Tour préliminaire   | Feyenoord Rotterdam    | 1 - 3    | 3 - 1     | 1 - 3 5 - 7       |
| 1963-1964 | Coupe des villes de foires | Seizièmes de finale | Spartak Brno           | 1 - 2    | 0 - 5     | 1 - 7             |
| 1964-1965 | Coupe des villes de foires | 32es de finale      | Atlético de Madrid     | 2 - 2    | 1 - 6     | 3 - 8             |
| 1965-1966 | Coupe des villes de foires | Seizièmes de finale | AIK Solna              | 4 - 1    | 1 - 2     | 5 - 3             |
| 1965-1966 | Coupe des villes de foires | Huitièmes de finale | 1860 Munich            | 1 - 1    | 1 - 4     | 2 - 5             |
| 1966-1967 | Coupe des coupes           | Seizièmes de finale | Åbo IFK                | 1 - 1    | 2 - 1     | 3 - 2             |
| 1966-1967 | Coupe des coupes           | Huitièmes de finale | Sparta Rotterdam       | 2 - 0    | 0 - 1     | 2 - 1             |
| 1966-1967 | Coupe des coupes           | Quarts de finale    | Slavia Sofia           | 1 - 0    | 0 - 3     | 1 - 3             |
| 1967-1968 | Coupe des villes de foires | 32es de finale      | 1860 Munich            | 2 - 2    | 0 - 4     | 2 - 6             |
| 1971-1972 | Coupe des coupes           | Seizièmes de finale | Liverpool FC           | 2 - 1    | 0 - 2     | 2 - 3             |
| 1974-1975 | Coupe UEFA                 | 32es de finale      | Derby County           | 1 - 2    | 1 - 4     | 2 - 6             |
| 1976-1977 | Coupe des coupes           | Tour préliminaire   | Cardiff City           | 2 - 1    | 0 - 1     | 2 - 2E            |
| 1977-1978 | Coupe UEFA                 | 32es de finale      | Athletic Bilbao        | 1 - 0    | 0 - 2     | 1 - 2             |
| 1978-1979 | Coupe des coupes           | Seizièmes de finale | PAOK Salonique         | 4 - 0    | 0 - 2     | 4 - 2             |
| 1978-1979 | Coupe des coupes           | Huitièmes de finale | AS Nancy-Lorraine      | 2 - 1    | 2 - 2     | 4 - 3             |
| 1978-1979 | Coupe des coupes           | Quarts de finale    | Fortuna Düsseldorf     | 1 - 1    | 0 - 0     | 1 - 1E            |
| 1979-1980 | Coupe des clubs champions  | Seizièmes de finale | KSK Beveren            | 3 - 1    | 1 - 1     | 4 - 2             |
| 1979-1980 | Coupe des clubs champions  | Huitièmes de finale | BFC Dynamo             | 2 - 2    | 1 - 2     | 3 - 4             |
| 1980-1981 | Coupe UEFA                 | 32es de finale      | FC Sochaux-Montbéliard | 2 - 1    | 0 - 2     | 2 - 3             |
| 1982-1983 | Coupe UEFA                 | 32es de finale      | Progrès Niedercorn     | 3 - 0    | 1 - 0     | 4 - 0             |
| 1982-1983 | Coupe UEFA                 | Seizièmes de finale | Śląsk Wrocław          | 5 - 1    | 2 - 0     | 7 - 1             |
| 1982-1983 | Coupe UEFA                 | Huitièmes de finale | Bohemians Prague       | 2 - 2    | 1 - 2     | 3 - 4             |
| 1983-1984 | Coupe des coupes           | Seizièmes de finale | Avenir Beggen          | 4 - 0    | 5 - 1     | 9 - 1             |
| 1983-1984 | Coupe des coupes           | Huitièmes de finale | Chakhtar Donetsk       | 1 - 2    | 0 - 1     | 1 - 3             |
| 1984-1985 | Coupe des coupes           | Seizièmes de finale | APOEL Nicosie          | 3 - 1    | 3 - 0     | 6 - 1             |
| 1984-1985 | Coupe des coupes           | Huitièmes de finale | AEL Larissa            | 0 - 1    | 1 - 2     | 1 - 3             |
| 1985-1986 | Coupe des clubs champions  | Seizièmes de finale | Linfield FC            | 2 - 1    | 2 - 2     | 4 - 3             |
| 1985-1986 | Coupe des clubs champions  | Huitièmes de finale | Aberdeen FC            | 0 - 0    | 0 - 1     | 0 - 1             |
| 1988-1989 | Coupe UEFA                 | 32es de finale      | Sturm Graz             | 1 - 0    | 0 - 0     | 1 - 0             |
| 1988-1989 | Coupe UEFA                 | Seizièmes de finale | FC Groningue           | 1 - 1    | 0 - 2     | 1 - 3             |
| 1993-1994 | Coupe UEFA                 | 32es de finale      | Crusaders FC           | 4 - 0    | 0 - 0     | 4 - 0             |
| 1993-1994 | Coupe UEFA                 | Seizièmes de finale | Girondins de Bordeaux  | 0 - 1    | 1 - 2     | 1 - 3             |
| 1994-1995 | Ligue des champions        | Tour préliminaire   | Steaua Bucarest        | 1 - 1    | 1 - 4     | 2 - 5             |
| 1998-1999 | Coupe UEFA                 | Deuxième tour Q     | Germinal Ekeren        | 1 - 2    | 4 - 1     | 5 - 3             |
| 1998-1999 | Coupe UEFA                 | 32es de finale      | CSKA Sofia             | 2 - 1    | 0 - 1     | 2 - 2E            |
| 1999-2000 | Ligue des champions        | Troisième tour Q    | Sturm Graz             | 2 - 2    | 1 - 2     | 3 - 4             |
| 1999-2000 | Coupe UEFA                 | 64es de finale      | Aris Salonique         | 1 - 2 ap | 1 - 1     | 2 - 3             |
| 2001-2002 | Coupe UEFA                 | 64es de finale      | Slavia Prague          | 1 - 0    | 1 - 1     | 2 - 1             |
| 2001-2002 | Coupe UEFA                 | 32es de finale      | Real Saragosse         | 1 - 0    | 0 - 0     | 1 - 0             |
| 2001-2002 | Coupe UEFA                 | Seizièmes de finale | Hertha Berlin          | 0 - 0    | 3 - 0     | 3 - 0             |
| 2001-2002 | Coupe UEFA                 | Huitièmes de finale | Valence CF             | 2 - 2    | 0 - 3     | 2 - 5             |
| 2002-2003 | Coupe UEFA                 | Tour préliminaire   | Spartak Erevan         | 3 - 0    | 2 - 0     | 5 - 0             |
| 2002-2003 | Coupe UEFA                 | 64es de finale      | Amica Wronki           | 2 - 3    | 2 - 1     | 4 - 4E            |
| 2004-2005 | Coupe UEFA                 | Deuxième tour Q     | Újpest FC              | 0 - 2    | 1 - 3     | 1 - 5             |
| 2012-2013 | Ligue Europa               | Deuxième tour Q     | Gandzasar Kapan        | 2 - 0    | 3 - 1     | 5 - 1             |
| 2012-2013 | Ligue Europa               | Troisième tour Q    | Rosenborg BK           | 1 - 1    | 0 - 0     | 1 - 1E            |
| 2020-2021 | Ligue Europa               | Premier tour Q      | MFK Ružomberok         | 3 - 0    | N/A       | 3 - 0             |
| 2020-2021 | Ligue Europa               | Deuxième tour Q     | Stade de Reims         | 0 - 1    | N/A       | 0 - 1             |
| 2021-2022 | Ligue Europa Conférence    | Deuxième tour Q     | Molde FK               | 2 - 0    | 0 - 3     | 2 - 3             |
| 2023-2024 | Ligue des champions        | Deuxième tour Q     | KRC Genk               | 1 - 1    | 2 - 2 ap  | 3 - 3 (4 - 1 tab) |
| 2023-2024 | Ligue des champions        | Troisième tour Q    | Rangers FC             | 1 - 1    | 1 - 2     | 2 - 3             |
| 2023-2024 | Ligue Europa               | Phase de groupes    | AS Rome                | 1 - 1    | 0 - 4     | Troisième         |
| 2023-2024 | Ligue Europa               | Phase de groupes    | Slavia Prague          | 0 - 2    | 0 - 4     | Troisième         |
| 2023-2024 | Ligue Europa               | Phase de groupes    | Sheriff Tiraspol       | 2 - 1    | 1 - 1     | Troisième         |
| 2023-2024 | Ligue Europa Conférence    | Barrages Q          | Ludogorets Razgrad     | 0 - 0    | 1 - 0     | 1 - 0             |
| 2023-2024 | Ligue Europa Conférence    | Huitièmes de finale | Viktoria Plzeň         | 0 - 0    | 0 - 0 ap  | 0 - 0 (1 - 3 tab) |
| 2024-2025 | Ligue Europa               | Troisième tour Q    | Sporting Braga         | 1 - 2    | 0 - 0     | 1 - 2             |
| 2024-2025 | Ligue Conférence           | Barrages            | Chelsea FC             | 2 - 1    | 0 - 2     | 2 - 3             |
| 2025-2026 | Ligue des champions        | Deuxième tour Q     | Viktoria Plzeň         | 1 - 3    | 1 - 0     | 2 - 3             |
| 2025-2026 | Ligue Europa               | Troisième tour Q    | FC Utrecht             | 1 - 3    | 1 - 2     | 2 - 5             |
| 2025-2026 | Ligue Conférence           | Barrages Q          | Chakhtar Donetsk       | -        | -         | -                 |

1. ↑  Match d'appui disputé sur terrain neutre à Düsseldorf.

## Structures

### Terrains et stades
Le Servette a occupé différents terrains et stades au cours de son histoire. Durant sa première année d'existence, l'équipe joue tout d'abord au Pré Wendt. En raison du désistement du propriétaire de ce pré, le club déménage alors dans un autre pré situé dans le quartier de La Servette à Genève près d'un lieu désormais nommé Parc Geisendorf. Lorsque d'autres sociétés de football s'établissent sur ce même terrain, les membres du Servette décident alors de s'installer en mai 1890 (après que l'aval est donné par le maire de la commune de Plainpalais) sur la Plaine de Plainpalais. Cependant, six ans plus tard, et du fait de l'organisation de l'Exposition nationale suisse se déroulant dans la ville genevoise, le Servette se doit de suspendre son activité, le club ne possédant plus de terrains avec des surfaces aptes pour la pratique de ce sport.
Cette inactivité dure près de deux années et prend fin en septembre 1898, le Servette pouvant reprendre ses entraînements. Après que la section football est créée en 1899, les dirigeants du club omnisports décident dans un premier temps d'évoluer sur cette même plaine du Plainpalais, puis sur le terrain de la Garance qu'il loue à un autre club genevois, le Stellula. La disparition de certaines entités sportives de la ville entraîne un nouveau changement de terrain. En effet, après avoir reçu l'autorisation du Tennis Club de Genève qui détenait l'emplacement, le Parc des Sports (alors dénommé Pré Cayla au moment du déménagement) est désigné comme nouveau domicile du Servette au début de l'année 1901. Constitué d'une seule tribune (inaugurée en 1902) et situé le long de la rue de Lyon à Genève, il y voit son premier match officiel disputé par la section rugby du Servette le 31 mars 1901.
Après avoir entre autres accueilli des rencontres d'équipes nationales (Suisse-France en 1908) et vu sa capacité progressivement augmentée au fil des ans, le Parc des Sports est remplacé en 1930. À l'occasion du quarantième anniversaire du club, le Servette décide d'organiser une compétition appelée Coupe des nations de football. Cet évènement marque par la même occasion l'inauguration du stade des Charmilles (situé au même endroit que le Parc des Sports), qui après-guerre voit sa capacité officiellement augmentée à 30 000 places et qui connaîtra également d'autres améliorations afin d'accueillir la Coupe du monde de football 1954.
Après qu'une de ses tribunes s'est vu condamnée de tout accès aux spectateurs, le stade doit à la fin du XXe siècle répondre à de nouvelles normes européennes de sécurité. Cette mesure entraîne alors une baisse considérable de spectateurs potentiels, la capacité étant ramenée à 9 250 places. Trop vétuste, le Servette doit délaisser un stade qu'il occupe depuis 72 ans, et dispute son dernier match le 8 décembre 2002 face au BSC Young Boys. Abandonné, il est rasé dès novembre 2011 et est entièrement démoli en février 2012, afin de laisser place à un parc public ainsi qu'à des logements.
En 2003, le Servette FC découvre ainsi sa nouvelle maison au Stade de Genève, un très grand stade nouvelle génération capable d'accueillir 30'084 personnes, il est également utilisé pour l’Euro 2008 en Suisse et en Autriche. 

## Rivalités et amitiés

### Rivalités
- FC Sion : le derby entre le Servette FC et le FC Sion est surnommé « le derby du Rhône »[46]
- Lausanne-Sport : le derby entre le Servette FC et le Lausanne-Sport est surnommé « le derby lémanique » car les deux villes se trouvent au bord du Léman. Sa première occurrence a lieu le 19 février 1900 au parc de Milan[47].
- Neuchâtel Xamax FCS : le premier match de ce derby remonte à 1974[48]
- Grasshopper Club Zurich (ancienne rivalité) : la rivalité entre Servette et Grasshopper est forte durant les années 1980 et 1990, période durant laquelle ils sont les deux meilleurs clubs de Suisse. À la suite de nombreuses faillites et de relégations, la rivalité disparaît au XXIe siècle[49].

### Amitiés
- FC Lugano (ancienne amitié) : l'amitié entre les ultras des deux clubs s'arrête à la suite de la dissolution du groupe de supporter tessinois[50]
- FC Sochaux-Montbéliard (ancienne amitié) : l'amitié entre les deux groupes de supporters prend fin au début des années 2010[51]

## Personnalités du club

### Historique des entraîneurs
| Rang | Nom             | Période   |
| ---- | --------------- | --------- |
| 1    | Teddy Duckworth | 1921-1929 |
| 2    | Frido Barth     | 1929      |
| 3    | Teddy Duckworth | 1929-1931 |
| 4    | Karl Rappan     | 1931-1935 |
| 5    | Leo Weisz       | 1935-1936 |
| 6    | Robert Pache    | 1936-1937 |
| 7    | André Abegglen  | 1937-1942 |
| 8    | Léo Wionsowski  | 1942-1943 |
| 9    | Fernand Jaccard | 1943-1948 |
| 10   | Karl Rappan     | 1948-1953 |

| Rang | Nom               | Période   |
| ---- | ----------------- | --------- |
| 11   | Albert Châtelain  | 1953-1954 |
| 12   | Karl Rappan       | 1954-1957 |
| 13   | Jenő Vincze       | 1957-1958 |
| 14   | Frank Séchehaye   | 1958-1959 |
| 15   | Jean Snella       | 1959-1963 |
| 16   | Lucien Leduc      | 1963-1966 |
| 17   | Roger Vonlanthen  | 1966-1967 |
| 18   | Jean Snella       | 1967-1972 |
| 19   | Jürgen Sundermann | 1972-1976 |
| 20   | Péter Pázmándy    | 1976-1982 |

| Rang | Nom                 | Période   |
| ---- | ------------------- | --------- |
| 21   | Guy Mathez          | 1982-1985 |
| 22   | Jean-Marc Guillou   | 1985-1986 |
| 23   | Thierry de Choudens | 1986-1988 |
| 24   | Jean-Claude Donzé   | 1988-1989 |
| 25   | Péter Pázmándy      | 1989-1990 |
| 26   | Gilbert Gress       | 1990-1991 |
| 27   | Jean Thissen        | 1991-1992 |
| 28   | Bernard Mocellin    | 1991-1992 |
| 29   | Michel Renquin      | 1992-1993 |
| 30   | Ilija Petkovic      | 1993-1995 |

| Rang | Nom                | Période   |
| ---- | ------------------ | --------- |
| 31   | Bernard Challandes | 1995-1995 |
| 32   | Umberto Barberis   | 1995-1996 |
| 33   | Vujadin Boskov     | 1996-1997 |
| 34   | Gérard Castella    | 1997-1999 |
| 35   | Bosko Djurovski    | 1999      |
| 36   | René Exbrayat      | 1999      |
| 37   | Lucien Favre       | 2000-2002 |
| 38   | Roberto Morinini   | 2002-2003 |
| 39   | Adrian Ursea       | 2003      |
| 40   | Marco Schällibaum  | 2003-2004 |

| Rang | Nom                  | Période   |
| ---- | -------------------- | --------- |
| 41   | Jean-Michel Aeby     | 2005-2007 |
| 42   | Michel Sauthier      | 2008      |
| 43   | Gérard Castella      | 2008-2009 |
| 44   | William Niederhauser | 2009      |
| 45   | João Alves           | 2009-2011 |
| 46   | João Carlos Pereira  | 2011-2012 |
| 47   | João Alves           | 2012      |
| 48   | Sébastien Fournier   | 2012-2013 |
| 49   | Jean-Michel Aeby     | 2013-2014 |
| 50   | Kevin Cooper         | 2014-2015 |

| Rang | Nom                | Période   |
| ---- | ------------------ | --------- |
| 51   | Anthony Braizat    | 2016      |
| 52   | Meho Kodro         | 2016-2018 |
| 53   | Alain Geiger       | 2018-2023 |
| 54   | René Weiler        | 2023-2024 |
| 55   | Thomas Häberli     | 2024-2025 |
| 56   | Jocelyn Gourvennec | 2025-     |

### Présidents
Le club connaît 38 présidents depuis sa création en 1890. Le tout premier président est le Suisse Émile Bally. Le premier président étranger est le Français Aimé Schwob, fondateur de la section Football, en 1900. D'autres mécènes comme son compatriote Marc Roger (2004), l'Iranien Majid Pishyar (2008-2012) et le Canadien Hugh Quennec (2012-2015) suivront. Le 18 décembre 2019, le club annonce que Pascal Besnard deviendra le président du club à la place de Didier Fischer, qui souhaite se consacrer à la Fondation 1890. Besnard prend la présidence du club au 1er janvier 2020.
- Émile Bally (1890-1891)
- Paul Ackermann (1891-1893)
- Pierre Lugon (1893-1894)
- André Perrenoud (1894-1895)
- John Bévand (1895-1897)
- Marc Perrenod (1897-1900)
- Aimé Schwob (1900-1912)
- Pierre Carteret (1912-1913)
- André Vierne (1913-1915)
- Gabriel Bonnet (1915-1927)
- Fred Greiner (1927-1928)
- Fernand Lilla (1928-1929)
- Paul Addor (1929-1931)
- Édouard Fulliquet (1931-1933)
- Maurice Herren (1933-1934)
- Gabriel Bonnet (1934-1935)
- Gustave Bétemps (1935-1936)
- Fred Greiner (1939-1946)
- André Rosset (1946-1950)
- Edmond Moreau (1950-1951)
- Clément Piazzalunga (1952-1957)
- Marcel Righi (1957-1969)
- Émile Dupont (1969-1974)
- Roger Cohannier (1974-1980)
- Carlo Lavizarri (1980-1989)
- Dominique Warluzel (1989-1990)
- Richard Ambrosetti (1990-1991)
- Paul-Annick Weiller (1991-1996)
- Christian Hervé (1997-2000)
- Thierry Gilardi (2000)
- Christian Hervé (2000-2001)
- Michel Coencas (2001-2002)
- Olivier Maus (2002)
- Christian Lüscher (2002-2004)
- Marc Roger (2004)
- Francisco Viñas (2005-2008)
- Majid Pishyar (2008-2012)
- Hugh Quennec (2012-2015)
- Didier Fischer (2015-2019)
- Pascal Besnard (2020-2022)
- Didier Fischer (2022-2023)
- Thierry Regenass (2023-2024)

Source

## Sponsors et équipementiers
Depuis la saison 2018-2019, Balexert est le sponsor principal du club pour deux saisons. Depuis la saison 2019-2020, Puma est le nouvel équipementier du Servette FC. C'est depuis cette même saison que m3 GROUPE devient le nouveau sponsor principal des grenats en étant notamment présent sur les différents maillots du club. En juillet 2022, Adidas devient à nouveau le partenaire du Servette FC concernant les équipements et les habits destinés à l'équipe et à la vente pour le grand public.
Depuis la saison 2020-2021, la Praille est le sponsor principal du club.
En 2023, l'entreprise de croisière MSC devient le nouveau sponsor principal.

## Bibliographie

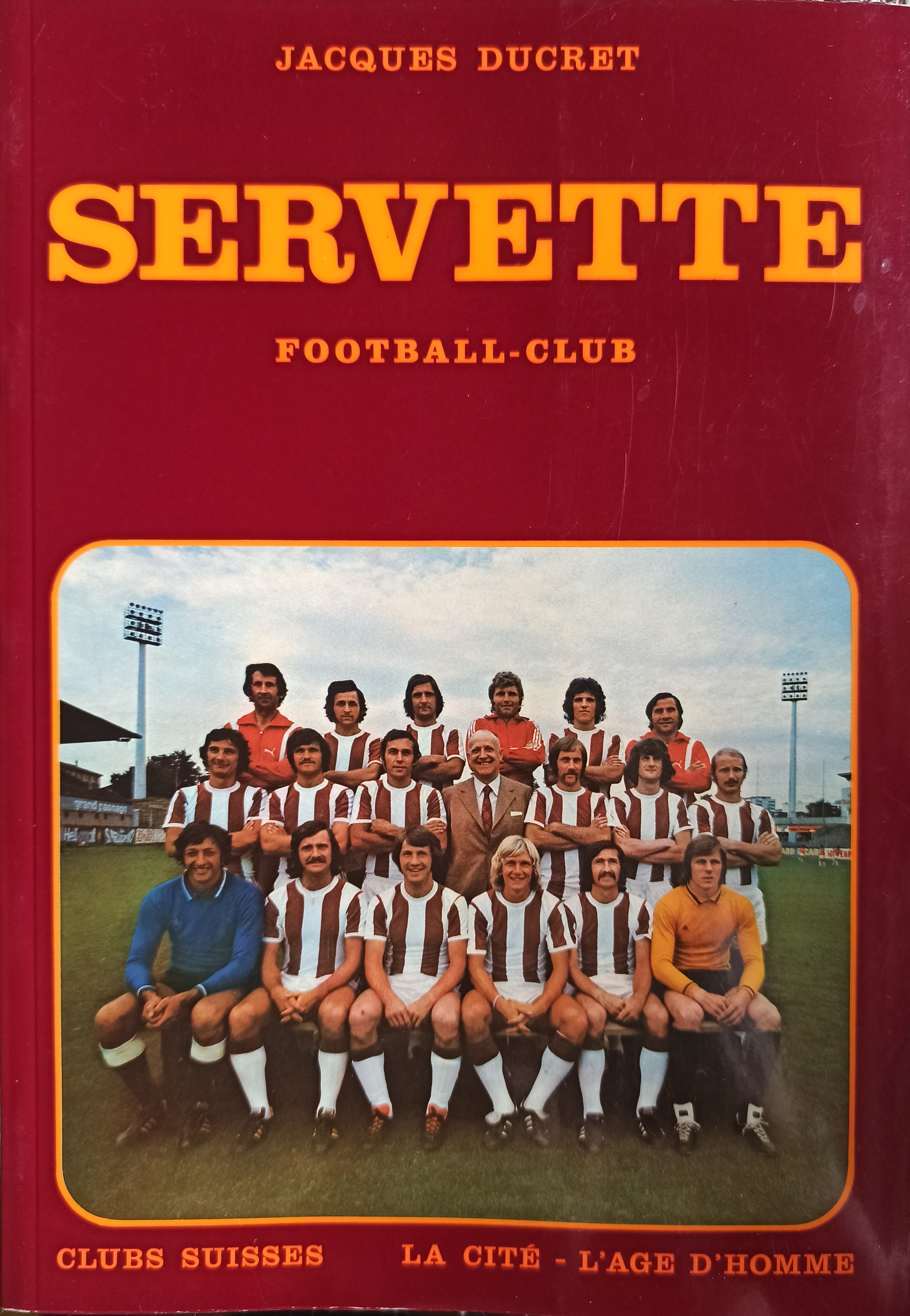